# Волков, Николай Александрович (директор)
Николай Александрович Волков (16 декабря 1892 года Симский Завод, Уфимская губерния — 27 мая 1959, Москва)  — советский хозяйственный и общественный деятель, генерал-майор инженерно-технической службы (18.11.1944).

## Биография
Родился в семье рабочего Симского завода.
В 1905 году окончил начальное училище.
В 1910 году окончил 4-классное ремесленное училище в Симском поселке. В годы учебы участвовал в социал-демократических кружках, в революционном движении.
В 1910—1912 гг. — слесарь Усть-Катавского завода, затем работал на строительстве Уссурийской железной дороги.
В 1915 году мобилизован как ратник 2-го разряда, служил на Восточно-Китайской железной дороге, во 2-м Владивостокском крепостном артиллерийском полку.
В начале 1917 года направлен на Сергиевско-Самарский завод взрывчатых веществ слесарем-лекальщиком на капсюльное производство, избран председателем союза металлистов группы заводов. Член РСДРП (б) с 1917 года. Участвовал в боях против войск атамана Дутова, белочехов.
С января 1919 года — в Красной армии, окончил военно-инженерную школу; командир автороты, автогрузового отряда, начальник автошколы Харьковского военного округа, автопарка Киевского военного округа. В 1925 году демобилизовался из армии.
С 1925 по 1927 год — заведующий производственно-техническим отделом, заместитель директора треста в Киеве.
В 1927 — заместитель директора-распорядителя русско-персидского автомобильного общества «Автоиран» в Тегеране.
С 1927 по 1929 год — обучался в США автотракторному производству, участвовал в проектировании Сталинградского тракторного завода.
С 1936 года — начальник штамповочного производства, заместитель главного инженера, главный  инженер, а с 1938 года — директор завода им. Сталина (ЗИС).
С 1940 по 1941 год — главный инженер «Главмото-велопром», а с началом Великой Отечественной войны директор военных заводов № 768 (1941—42), № 711 (1942—46).
В ноябре 1944 года ему присвоено звание генерал-майора инженерно-технической службы.
В 1946 году назначен директором Московского станкостроительного завода им. Серго Орджоникидзе.
В 1948 году после длительной болезни вышел на персональную пенсию, вел большую общественную работу.
Умер в 1959 году, похоронен на Донском кладбище в Москве.

## Награды
- орден Ленина (05.08.1944)
- орден Кутузова I степени (16.09.1945)
- орден Отечественной войны I степени (18.11.1944)[2]
- орден Трудового Красного Знамени (24.11.1942)
- орден «Знак Почёта» (16.04.1942)
- медали СССР.